# ان‌جی‌سی ۳۰۹
ان‌جی‌سی ۳۰۹ (انگلیسی: NGC 309) نام یک کهکشان مارپیچی در صورت فلکی نهنگ است.